# Tu es mon autre
"Tu es mon autre" (tạm dịch từ tiếng Pháp: "Anh là một người khác của tôi") là một bài hát hợp tác giữa hai nữ ca sĩ người Bỉ Lara Fabian và Maurane. Bài hát được phát hành thành đĩa đơn thứ tư, cũng như là đĩa đơn cuối cùng từ album phòng thu Nue của Fabian vào tháng 10 năm 2002. Bài hát đạt được thành công tại Pháp và Bỉ (Wallonia), nằm trong top 5 của bảng xếp hạng và trở thành một trong những hit thành công nhất của cả hai nữ nghệ sĩ.

## Tiếp nhận
Bài hát nhận được đề cử ở hạng mục 'Ca khúc của năm' tại lễ trao giải Victoires de la Musique.
Tại Pháp, đĩa đơn hiện diện trên bảng xếp hạng trong 31 tuần, với 8 tuần nằm trong top 10, đạt vị trí cao nhất #5 vào ngày 26 tháng 10 năm 2002. Tại Bỉ (Wallonia), đĩa đơn khởi đầu ở vị trí thứ 6 vào ngày 2 tháng 11 năm 2002, sau đó đạt đến vị trí á quân của bảng xếp hạng trong 3 tuần, bị chặn bởi ca khúc quán quân "The Ketchup Song" của Las Ketchup. Ca khúc xuất hiện tổng cộng 14 tuần trong top 10 và 21 tuần trên bảng xếp hạng (top 40). Ca khúc đạt được thành công khiêm tốn hơn tại Thụy Sĩ, nhưng cũng nằm trong top 100 trong 19 tuần.

## Các màn biểu diễn
Trong bài hát, Fabian và Maurane hát toàn bộ lời bài hát cùng với nhau. Trong video âm nhạc, hai nghệ sĩ biểu diễn bài hát khi đang đứng trước mặt nhau, trong một căn phòng chứa đầy những chiếc gương. Điều này có liên quan đến chủ đề về tình bạn và việc có một người bạn tri kỷ.
"Tu es mon autre" được Fabian trình diễn nhiều lần với nhiều nghệ sĩ khác, trong đó có người cộng tác âm nhạc lâu năm của cô, Rick Allison, người cũng tham gia vào quá trình viết và sản xuất bài hát, trong chuyến lưu diễn vào năm 2001–2002 của nữ ca sĩ. Cả hai người đều nói với nhau trước màn trình diễn rằng "[...] một bài hát mà tôi đã viết cho bạn, và bạn đã viết cho tôi [...]". Ca khúc do đó có sẵn một phiên bản biểu diễn trực tiếp trong album Live (2002), En Toute Intimité (2003) và Un regard 9 Live (2009). Năm 2012, Fabian biểu diễn ca khúc cùng với ca sĩ người Indonesia Anggun trong một buổi hòa nhạc đặc biệt trên MTV Lebanon.

## Danh sách bài hát
- Đĩa đơn CD

1. "Tu es mon autre" – 3:42
2. "Tu es mon autre" (không lời) – 3:42
3. "Tu es mon autre" (biểu diễn trực tiếp) – 4:37

## Xếp hạng và chứng nhận
| Bảng xếp hạng (2002–03)             | Vị trí cao nhất |
| ----------------------------------- | --------------- |
| Bỉ (Ultratop 50 Wallonia)           | 2               |
| Châu Âu Hot 100 Singles (Billboard) | 18              |
| Pháp (SNEP)                         | 5               |
| Thụy Sĩ (Schweizer Hitparade)       | 23              |
| Bảng xếp hạng (2018–19)             | Vị trí cao nhất |
| Pháp Digital Song Sales (Billboard) | 8               |
| Pháp Top Singles Téléchargés (SNEP) | 18              |

| Bảng xếp hạng (2002)                       | Vị trí |
| ------------------------------------------ | ------ |
| Bỉ (Utratop Wallonia)                      | 19     |
| Bỉ Francophone Singles (Ultratop Wallonia) | 12     |
| Pháp (SNEP)                                | 34     |
| Bảng xếp hạng (2003)                       | Vị trí |
| Bỉ (Ultratop Wallonia)                     | 65     |
| Bỉ Francophone Singles (Ultratop Wallonia) | 29     |
| Pháp (SNEP)                                | 74     |

| Bảng xếp hạng (1995–2020)       | Vị trí |
| ------------------------------- | ------ |
| Bỉ (Ultratop Top 1000 Wallonia) | 210    |

| Quốc gia                                                                           | Chứng nhận | Số đơn vị/doanh số chứng nhận |
| ---------------------------------------------------------------------------------- | ---------- | ----------------------------- |
| Bỉ (BEA)                                                                           | Vàng       | 25.000*                       |
| Pháp (SNEP)                                                                        | Vàng       | 314.500                       |
| * Chứng nhận dựa theo doanh số tiêu thụ. ^ Chứng nhận dựa theo doanh số nhập hàng. |            |                               |